# Lavans-sur-Valouse
Lavans-sur-Valouse là một xã của tỉnh Jura, thuộc vùng Bourgogne-Franche-Comté, miền đông nước Pháp.